# Ferdinando Brandani
Ferdinando Brandani és un oli sobre llenç de 50,5 × 47 cm realitzat per Diego Velázquez vers l'any 1650 i dipositat al Museu del Prado de Madrid.

## Context històric i artístic
Entre 1649 i 1651, Velázquez va fer el seu segon viatge a Itàlia. Va acudir-hi a instàncies de Felip IV de Castella, amb la finalitat de comprar pintures i encarregar buidatges d'escultures antigues amb les que decorar els llocs reials espanyols. A Roma, a més de dur a terme la seua missió, va realitzar diversos retrats de personatges vinculats a la cort papal, alguns dels quals s'expliquen entre les pintures més famoses que va fer en aquest gènere. Entre les obres mestres d'aquest període es troba aquest quadre que representa el bust d'un home que es projecta sobre un fons neutre de color gris verdós. Llueix una valona sobre el coll i un vestit negre. L'obra no està signada, però la seua tècnica i la seua qualitat acrediten l'autoria de Velázquez, i les característiques del seu bigoti i del seu masclet indiquen que va ésser realitzat a Roma al voltant del 1650, ja que són similars a les que apareixen en altres retrats romans de Velázquez, com el cardenal Camillo Massimi i, sobretot, el cardenal Camillo Astalli. Després d'ésser considerat el retrat d'un bufó, en publicacions posteriors es va suggerir una altra identitat, la qual s'adaptava a l'avançada tècnica pictòrica de Michel Angelo Augurio, barber del papa Innocenci X. Les raons que conviden a afirmar aquesta identificació procedeixen de la lectura del tercer volum d'El museu pictòric i escala òptica d'Antonio Palomino, publicat el 1724, el qual inclou la primera biografia completa de Velázquez. En aquesta obra, quan es refereix als quadres que el pintor sevillà va realitzar a Roma durant el seu segon viatge, a més de comentar els retrats del papa i de Juan de Pareja, escriu el següent:
| « | "Va retratar el Cardenal Panfilio, la il·lustríssima senyora Na Olimpia, Monsenyor Camillo Maximo, cambrer de Sa Santedat, insigne pintor, Monsenyor Abat Hipòlit, cambrer també del Papa, Monsenyor, majordom de Sa Santedat, i monsenyor Miquel Angelo, barber del papa, Ferdinando Brandano, oficial major de la Secretaria del Papa, Jeroni Bibaldo, Flaminia Triunfi, excel·lent pintora. Altres retrats va fer, dels quals no faig esment, per haver-se quedat en esbós, encara que no mancaven de semblança als seus originals: tots aquests retrats va pintar amb astes llargues, i amb la manera valenta del gran Ticià, i no inferior als seus caps; la qual cosa no dubtarà, qui veiés les que hi ha de la seua mà a Madrid". | » |

Les dades són tan exactes i detallades que, sens dubte, Palomino va tindre informació molt segura i de primera mà sobre l'estada del pintor a Roma. De tots aquests retrats realitzats per Velázquez es coneixen actualment només quatre, a banda del de Ferdinando Brandani. Es tracta dels del Papa Innocenci X, Juan de Pareja, Camillo Astalli (anomenat Cardenal Panfilio per Palomino) i Camillo Massimo. Durant dècades, va ésser aquesta la hipòtesi que, mancant una altra millor, van manejar els historiadors, els quals, en la seua gran majoria, han donat per bona la seua atribució a Velázquez. Aquesta identificació va conviure també amb la de Juan de Córdoba, agent del rei espanyol a Roma, encara que no figura en la relació de Palomino. El 2011, Marta Rossetti i Francesca Curti van identificar el personatge amb "Ferdinando Brandani", oficial major de la secretaria papal. Ho van fer gràcies a la seua semblança amb un retrat pintat per Angelo Caroselli, que fa uns anys va ésser identificat com la imatge d'un membre de la família Brandani, el model del qual mostra un llibre de Tàcit, un autor del que Ferdinando fou especialment aficionat. La família paterna de Brandani es dedicava al comerç i la banca, i tenia orígens portuguesos, i la materna, castellans, cosa que compartia amb el mateix Velázquez. També va arribar a compartir amb el pintor una amistat amb Juan de Córdoba, a qui Brandani va nomenar marmessor en el seu primer testament (1653). Aquest doble origen el va posar en una situació incòmoda a partir del 1640, quan Portugal es va revoltar contra l'ocupació castellana. Durant els anys següents va mantenir una actitud aparentment ambigua, atansant-se a tots dos bàndols; però des del 1643 (quan va adquirir el càrrec de prefecte a la Dataria Apostòlica) va bascular cap a la causa castellana. La seua bona fortuna es va interrompre el 1652, any en què es va descobrir que la susdita Dataria havia expedit butlles falses, a conseqüència de la qual cosa Francesco Canonici, responsable de la institució, va ésser executat, i Brandani, juntament amb altres col·legues, fou condemnat a galeres. La seua amistat amb Juan de Córdoba, la seua postura pro castellana i la seua ocupació en la cort papal el van fer un bon candidat per ésser retratat per Velázquez, al que cal afegir el seu interès per la pintura, una expressió artística amb la qual es va relacionar com a comerciant i col·leccionista.

## Descripció
Es tracta d'un quadre incorporat en dates relativament tardanes a la bibliografia sobre Velázquez, ja que la primera vegada que apareix esmentat en una publicació fou a The Prado and its Masterpieces, del pintor i crític Charles Ricketts, el 1903. Sis anys després, es va exposar a les Grafton Galleries de Londres. L'obra no va tornar a citar-se fins al 1936, en què l'historiador de la pintura espanyola August Liebmann Mayer la va incorporar al seu catàleg raonat de Velázquez. En aquells dies pertanyia a la col·lecció d'Edmund Davis i, a la seua mort, el 1939, es va vendre en subhasta a Londres. Des que Mayer el va incorporar als seus catàlegs, la pintura ha engruixit la llista dels quadres considerats autògrafs de Velázquez per tots aquells que han tingut oportunitat de veure-ho. El 1963, José López Rey, en el seu Velázquez. A Catalogue Raisonné of his Oeuvre, que constitueix una de les obres capitals sobre el pintor, el va considerar també de la seua mà, i el va datar el 1650, durant la seua estada romana. El va qualificar com obra extraordinària per la subtilesa de la seua descripció psicològica. En successives publicacions, l'autor ha seguit insistint en la seua qualitat i importància. També altres reconeguts especialistes en Velázquez han subratllat les seues qualitats: Josep Gudiol, el 1973, considerava que "una pintura de tal qualitat" era obra indubtable d'aquest artista, i Julián Gállego, al catàleg de les exposicions sobre el pintor que van tindre lloc a Nova York i Madrid els anys 1989-1990, va escriure que "Velázquez aconsegueix ací una obra mestra en la seua austeritat". La seua tècnica és semblant a la d'altres retrats d'aquesta etapa, com el de Juan de Pareja. Es tracta d'una obra, doncs, de la maduresa del pintor, que mostra a un artista dominant tots els seus recursos i que fa una ostentació de les seues capacitats per a construir un retrat extraordinàriament vívid i creïble amb una gran economia de mitjans.
La gamma cromàtica és molt reduïda, però la varietat de tons molt àmplia, i el pintor empra magistralment els llums per a modelar la cara, variar el fons i donar volum a la figura. És un tipus de modelatge semblant al d'altres retrats de la seua època romana. En tots ells, els llums i les ombres contribueixen de manera fonamental a la definició dels trets del rostre i, al mateix temps, estableixen un joc de brillantors del qual també participen l'iris dels ulls o el vermell dels llavis, el que dona una gran unitat expressiva al conjunt i coadjuva en la transmissió de la sensació de vida i palpitació, que resulta tan característica d'aquesta obra. És una carn sanguínia i extraordinàriament rica en matisos, prototípica de Velázquez. Molt característic de l'autor és el fet que es tracta d'una pintura que ha anat fent gradualment, i l'eficàcia depèn en gran manera de les capes més superficials, que són les que donen coherència i unitat al conjunt. També és molt pròpia del pintor la presència de detalls com el toc de vermell a l'ull dret o en la parpella esquerra i l'ombra del bigoti, tocs que, aïllats, semblarien incoherents, però que contribueixen de manera destacada a l'efecte global. Com en les millors pintures de Velázquez, en aquest quadre sorprèn la barreja de la seua aparent llibertat i espontaneïtat amb la seua absoluta seguretat tècnica, que fa, per exemple, que el pintor triï diferents tipus d'acabat o de detall depenent de les seues necessitats expressives, com es pot observar mirant els diferents tractaments del coll, la cara o el cabell.